# Шал (Сарт)
Шал (фр. Challes) насеље је и општина у западној Француској у региону Лоара, у департману Сарт која припада префектури Ман.
По подацима из 2011. године у општини је живело 1241 становника, а густина насељености је износила 42 становника/km². Општина се простире на површини од 25,83 km². Налази се на средњој надморској висини од 100 метара (максималној 147 m, а минималној 74 m).

## Демографија
| 1962. | 1968. | 1975. | 1982. | 1990. | 1999. | 2011. |
| ----- | ----- | ----- | ----- | ----- | ----- | ----- |
| 966   | 832   | 745   | 919   | 1.013 | 1.089 | 1.241 |

График промене броја становника у току последњих година